# عزلة الظاهر (عمران)

تعديل مصدري - تعديل

عزلة الظاهر هي إحدى عزل مديرية خمر في محافظة عمران اليمنية ويبلغ تعداد سكانها 31678 نسمة حسب التعداد السكاني في اليمن لعام 2004.